# Mossgyl (Öljehults socken, Blekinge, 625183-144948)
Mossgyl är en sjö i Ronneby kommun i Blekinge och ingår i Bräkneåns huvudavrinningsområde.